# Les Deux Alpes (wielrennen)
Les Deux Alpes is in de wielersport een beklimming die start aan het stuwmeer van Chambon en aankomt in het wintersportstation Les Deux Alpes. De klim staat ook wel bekend als het kleinere broertje van de Alpe d'Huez. Meer specifiek gaat het om het deel van de weg D213 vanaf het begin bij het stuwmeer tot bij de aankomst in het skidorp, een kleine tien kilometer verder. Het traject ligt volledig op het grondgebied van Mont-de-Lans, een deelgemeente van Les Deux Alpes.
De berg is vooral bekend vanwege de Ronde van Frankrijk. Toch is er zelden een finish op de top van de berg. In 1998 nam Marco Pantani grote afstand van Jan Ullrich en vergrootte zijn voorsprong van 4 naar 9 minuten op de beklimming, die niet zo zwaar is. Hij trok voor het eerst de gele trui aan.

## Winnaars
| Wedstrijd                | Etappestart       | Afstand (km) | Winnaar           |
| ------------------------ | ----------------- | ------------ | ----------------- |
| Ronde van Frankrijk 2002 | Vaison-le-Romaine | 226,5        | Santiago Botero   |
| Ronde van Frankrijk 1998 | Grenoble          | 189          | Marco Pantani     |
| Ronde van Italië 1994    | Cuneo             | 201          | Vladimir Pulnikov |